# Касуела

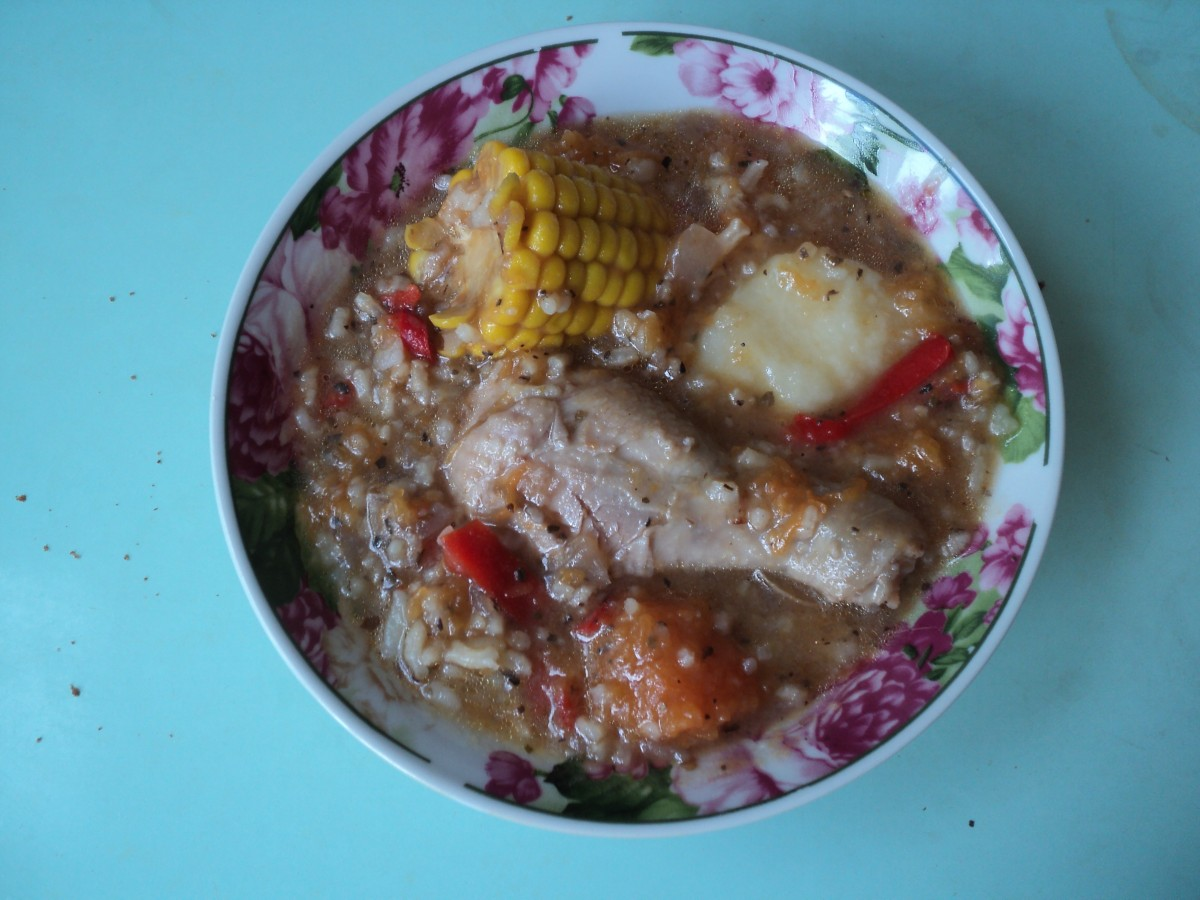
Чилійська касуела, приготована у Криму

Касуе́ла (ісп. Cazuela, МФА: [kasuˈela], досл. «каструля») — південноамериканська (переважно чилійська та аргентинська) страва іспанського походження. Містить густий і ароматний бульйон, отриманий з кількох типів м'яса та овочів, змішаних разом.
Найчастіше в Чилі касуела готується з курятини або яловичини, проте може готуватися і з свинини або індички. Типова касуела містить в кожній порції: шматок м'яса (філе або кілька кісток з м'ясом на них, наприклад ніжку курки), картоплину, шматок гарбуза та бульйон, отриманий з виварювання цих та інших інгредієнтів. Ці додаткові інгредієнти можуть бути такими: рис, дрібна вермішель, спаржа, селера, картопля, цибуля, часник, дрібна капуста та інші. Улітку касуела подається разом з великим початком солодкої кукурудзи, що вариться окремо або в тому ж бульйоні. Зазвичай бульйон їдять першим, а вже потім — овочі та м'ясо. Проте, м'ясо й овочі можна подрібнити та їсти разом з бульйоном.
| перша страва | Це незавершена стаття про першу страву. Ви можете допомогти проєкту, виправивши або дописавши її. |